# Match des Étoiles de la Ligue majeure de baseball 1998
Le match des Étoiles de la Ligue majeure de baseball 1998 (1998 MLB All-Star Game) est la 69e édition de cette opposition entre les meilleurs joueurs de la Ligue américaine et de la Ligue nationale, les deux composantes de la MLB.
L'événement s'est tenu le 7 juillet 1998 au Coors Field, antre des Rockies du Colorado.

## Home Run Derby
| Coors Field, Denver -- A.L. 54, N.L. 30 | Coors Field, Denver -- A.L. 54, N.L. 30 | Coors Field, Denver -- A.L. 54, N.L. 30 | Coors Field, Denver -- A.L. 54, N.L. 30 | Coors Field, Denver -- A.L. 54, N.L. 30 | Coors Field, Denver -- A.L. 54, N.L. 30 |
| Joueur                                  | Équipe                                  | Round 1                                 | Semis                                   | Finals                                  | Totals                                  |
| --------------------------------------- | --------------------------------------- | --------------------------------------- | --------------------------------------- | --------------------------------------- | --------------------------------------- |
| Ken Griffey, Jr.                        | Seattle                                 | 8                                       | 8                                       | 3                                       | 19                                      |
| Jim Thome                               | Cleveland                               | 7                                       | 8                                       | 2                                       | 17                                      |
| Vinny Castilla                          | Colorado                                | 7                                       | 5                                       | –                                       | 12                                      |
| Rafael Palmeiro                         | Baltimore                               | 7                                       | 3                                       | –                                       | 10                                      |
| Moisés Alou                             | Houston                                 | 7                                       | –                                       | –                                       | 7                                       |
| Javy López                              | Atlanta                                 | 5                                       | –                                       | –                                       | 5                                       |
| Alex Rodriguez                          | Seattle                                 | 5                                       | –                                       | –                                       | 5                                       |
| Mark McGwire                            | St. Louis                               | 4                                       | –                                       | –                                       | 4                                       |
| Damion Easley                           | Detroit                                 | 3                                       | –                                       | –                                       | 3                                       |
| Chipper Jones                           | Atlanta                                 | 2                                       | –                                       | –                                       | 2                                       |